# Kita (Mali)
Kita is een stad (commune urbaine) in Mali, gelegen in de regio Kayes en de hoofdplaats van de cercle Kita. De stad ligt aan de spoorlijn van Dakar naar de Niger via Bamako. Kita telt 57.748 inwoners (2009).
In 1888 openden paters spiritijnen een katholieke missiepost in Kita; dit was de eerste op het grondgebied van het huidige Mali.
De meerderheid van de bevolking is moslim. Jihadisten zijn actief in de regio.